# Polytela chrysospila
Polytela chrysospila är en fjärilsart som beskrevs av Walker 1865. Polytela chrysospila ingår i släktet Polytela och familjen nattflyn. Inga underarter finns listade i Catalogue of Life.